# سلول فرل

نمایی از گردش جوی و سلول‌های قطبی، فرل و هادلی

سلول فرل (به انگلیسی: Ferrel Cell) یا یاخته فرل مدل اواسط عرض جغرافیایی گردش جوی است که توسط ویلیام فرل در سال ۱۸۵۶ ارائه‌شد. در سلول فرل، جریان هوا به سمت قطب و شرق تا نزدیکی سطح زمین و به سمت استوا و غرب تا ارتفاعات بالاتر ادامه می‌یابد. که این حرکت معکوس سلول هادلی است. در مدل سه‌یاخته‌ای ویلیام فِرِل برای گردش کلی جوّ در عرض‌های میانی، یاخته‌ای گردشی و ازنظر گرمایی غیرمستقیم هنگامی که از منظری نگریسته شود که ارتفاع یا فشار محور قائم دستگاه مختصات باشد.